# Большакова Катерина Василівна
Катерина Василівна Большакова (26 грудня 1916, Маріїнськ — 26 липня 1963, Алмата) — радянська вчена, кандидат біологічних наук (1949), лауреат Сталінської премії (1950).

## Біографія
Закінчивши Томський державний університет у 1940 році, з 1940 по 1942 роки працювала старшим науковим співробітником Алматинського державного природного заповідника. Із 1942 року і до кінця життя працювала в Академії наук Казахської РСР в Інституті експериментальної біології (нині ЗАТ «Біоген»).
У 1950 році удостоєна Сталінської премії 3-го ступеня разом із низкою вчених і діячів сільського господарства: завідувачем сектором генетики тварин М. С. Бутаріним (своїм чоловіком), заступником директора А. І. Жандеркіним, колегою по інституту А.Ісенжуловим, старшими чабанами Курмектинської експериментальної бази Т.Каюповим і Ж.Манапбаєвою та головою колгоспу «Кзил-Ту» Кегеньського району Алматинської області М.Мусралієвим. Премія присуджена за виведення нової породи тонкорунних овець «Казахський архаромерінос».
Померла 26 липня 1963 року, похована на Центральному кладовищі Алмати.